# Baranya vármegyei 1. sz. országgyűlési egyéni választókerület
A Baranya vármegyei 1. sz. országgyűlési egyéni választókerület egyike annak a 106 választókerületnek, amelyre a 2011. évi CCIII. törvény Magyarország területét felosztja, és amelyben a választópolgárok egy-egy országgyűlési képviselőt választhatnak. A választókerület nevének szabványos rövidítése: Baranya 01. OEVK. Székhelye: Pécs

## Területe
A választókerület az alábbi településeket foglalja magába:
1. Gyód
2. Keszü
3. Kökény
4. Pécs választókerülethez tartozó területének határvonala:
A 66-os országút városhatáron való belépésétől a Komlói út (házszámok nélkül) a Hársfa útig, Hársfa út (házszámok nélkül) a Rákos Lajos utcáig, tovább a Hársfa út (mindkét oldala) a Bokor utcáig, a Bokor utca (házszámok nélkül) végig, a Diósi út páros oldala a Zsolnay Vilmos utcáig, a Zsolnay Vilmos utca (mindkét oldala) a Basamalom útig, a Basamalom út (házszámok nélkül) a vasútvonalig, a vasútvonal a Sport utcáig, a Sport utca (mindkét oldala) a Tüskésréti útig, a Tüskésréti út (mindkét oldala) az 58-as útig a Nagyárpádi út (mindkét oldala) a Tüskés dűlőig, a Tüskés dűlő (mindkét oldala), a Nagyárpádi út (mindkét oldala) a Kemény Zsigmond utcáig, a Kemény Zsigmond utca (mindkét oldala), a Cserge dűlőig, a Cserge dűlő (mindkét oldala), az 57-es országút a városhatárig, a városhatár az óramutató járásával egyező irányban a Szentlőrinc felé haladó vasútvonal belépési pontjáig, a vasútvonal a Tüzér utcáig, a Megyeri Nagyhíd a vasútvonaltól a Veress Endre utcáig, a Tüzér utca páratlan oldala, a Szigeti út középvonala a Kürt utcáig, a Kürt utca (házszámok nélkül), az Ifjúság útja (házszámok nélkül), az Édesanyák útja (mindkét oldala), a Nyár utca (mindkét oldala), a Bálicsi út (mindkét oldala), a Bálics dűlő (mindkét oldala), az Erdész utca (mindkét oldala) a Bálics dűlőtől a Fürkész dűlőig, a Fürkész dűlő (mindkét oldala), az Erdész utca (mindkét oldala) a Bárány tető torkolatáig, a Bárány tető (mindkét oldala), a Bárány út, majd a Demokrácia utca a Lapisi útig, Lapisi út, majd a Remeteréti út végig, majd az Orfű felé vezető út a városhatárig, a városhatár a 66-os országút belépési pontjáig terjedő szakaszok által körbezárt terület.
5. Pécsudvard
6. Pogány

## Országgyűlési képviselője
| Név              | Párt                                         | Párt        | Terminus    | Megjegyzés                                   |
| ---------------- | -------------------------------------------- | ----------- | ----------- | -------------------------------------------- |
| Csizi Péter      |                                              | Fidesz-KDNP | 2014 – 2018 | A 2014-es országgyűlési választás eredménye: |
| Dr. Mellár Tamás |                                              | Független   | 2018 –      | A 2018-as országgyűlési választás eredménye: |
| Dr. Mellár Tamás | A 2022-es országgyűlési választás eredménye: | Független   | 2018 –      |                                              |

## Demográfiai profilja
| Iskolai végzettség                | Iskolai végzettség               | Iskolai végzettség | Iskolai végzettség | Iskolai végzettség |
| --------------------------------- | -------------------------------- | ------------------ | ------------------ | ------------------ |
|                                   |                                  |                    |                    | fő                 |
| Általános iskolát nem végezte el  | Általános iskolát nem végezte el |                    | 884                | 884                |
| Általános iskola                  | Általános iskola                 |                    | 9937               | 9937               |
| Szakmunkás                        | Szakmunkás                       |                    | 13794              | 13794              |
| Érettségi                         | Érettségi                        |                    | 29180              | 29180              |
| Diploma                           | Diploma                          |                    | 24084              | 24084              |
| A 2022. évi népszámlálás szerint. |                                  |                    |                    |                    |

A Baranya vármegyei 1. sz. választókerület lakónépessége 2022. október 1-jén 90 478 fő volt. A 2011-es és a 2022-es népszámlálás között 10 715 fővel csökkent a választókerület lakosság száma. A választókerületben a korösszetétel alapján a legtöbben a középkorúak élnek 31 111 fővel, míg a legkevesebben a gyermekek 12 599 fővel. A választókerület lakosságának a 86,6%-nál van internet elérési lehetőség.
A legmagasabb befejezett iskolai végzettség szerint az érettségi végzettséggel rendelkezők élnek a legtöbben 29 180 fő, utánuk a következő nagy csoport a diplomások 24 084 fővel.
Gazdasági aktivitás szerint a lakosság közel fele foglalkoztatott 44 264 fő, második legjelentősebb csoport az inaktív keresők, akik főleg nyugdíjasok 23 081 fővel.
A választókerület legjelentősebb nemzetiségi csoportja a német 2861 fő, illetve a horvát 1028 fő. Magyar állampolgársággal nem rendelkező külföldi állampolgárok aránya 4,4%.
Vallási összetétel szerint a választókerületben lakók legnagyobb vallása a római katolikus (23 902 fő), valamint jelentős közösség még a reformátusok (3554 fő). A vallási közösséghez nem tartozók száma szintén jelentős (12 678 fő), a választókerületben a második legnagyobb csoport a római katolikus vallás után.

## Országgyűlési választások
| Párt                                                                          |                        | Jelölt                 | Szavazatok | %     | ± %  |
| ----------------------------------------------------------------------------- | ---------------------- | ---------------------- | ---------- | ----- | ---- |
| Egységben Magyarországért                                                     |                        | Dr. Mellár Tamás       | 22 710     | 44,01 | 4,75 |
| Fidesz-KDNP                                                                   |                        | Kővári János           | 21 557     | 41,78 | 4,81 |
| Mi Hazánk                                                                     |                        | Varga Tamás            | 2779       | 5,39  | Új   |
| MKKP                                                                          |                        | Nagy Richárd           | 2103       | 4,08  | 2,34 |
| Független                                                                     |                        | Bognár Szilvia         | 1521       | 2,95  | Új   |
| MEMO                                                                          |                        | Palkó Ádám             | 422        | 0,82  | Új   |
| Normális Párt                                                                 |                        | Hirth József           | 391        | 0,76  | Új   |
| Munkáspárt-ISZOMM                                                             |                        | Sugár György           | 114        | 0,22  | Új   |
| Megjelent                                                                     | Megjelent              | Megjelent              | 52 327     | 70,27 | 1,69 |
| Választópolgárok száma                                                        | Választópolgárok száma | Választópolgárok száma | 74 485     | 100   | 5,14 |
| A független Mellár Tamás az ellenzéki összefogás részeként tartja a körzetet. |                        |                        |            |       |      |

| Párt                                                           | Párt                   | Jelölt                      | Szavazatok | %     | ± %  |
| -------------------------------------------------------------- | ---------------------- | --------------------------- | ---------- | ----- | ---- |
|                                                                | Független              | Dr. Mellár Tamás            | 21 988     | 39,26 | Új   |
|                                                                | Fidesz-KDNP            | Csizi Péter                 | 20 702     | 36,97 | 0,22 |
|                                                                | Jobbik                 | Fogarasi Gábor              | 7887       | 14,08 | 2,45 |
|                                                                | LMP                    | Dr. Keresztes László Lóránt | 3059       | 5,46  | 3,39 |
|                                                                | Momentum               | Nemes Balázs                | 1011       | 1,81  | Új   |
|                                                                | MKKP                   | Nagy Richárd                | 976        | 1,74  | Új   |
|                                                                | Egyéb pártok           |                             | 380        | 0,6   | 3,42 |
| Megjelent                                                      | Megjelent              | Megjelent                   | 56 504     | 71,96 | 8,53 |
| Választópolgárok száma                                         | Választópolgárok száma | Választópolgárok száma      | 78 522     | 100   | 2,78 |
| A független Mellár Tamás elnyeri a körzetet a Fidesz-KDNP-től. |                        |                             |            |       |      |

| Párt                                | Párt                   | Jelölt                 | Szavazatok | %     |
| ----------------------------------- | ---------------------- | ---------------------- | ---------- | ----- |
|                                     | Fidesz-KDNP            | Csizi Péter            | 18 855     | 37,19 |
|                                     | Összefogás             | Dr. Tóth Bertalan      | 16 706     | 32,95 |
|                                     | Jobbik                 | Németh Zsolt           | 8379       | 16,53 |
|                                     | LMP                    | Dr. Kóbor József       | 4489       | 8,85  |
|                                     | Szociáldemokraták      | Juhász István          | 233        | 0,46  |
|                                     | Egyéb pártok           |                        | 2041       | 4,02  |
| Megjelent                           | Megjelent              | Megjelent              | 51 228     | 63,43 |
| Választópolgárok száma              | Választópolgárok száma | Választópolgárok száma | 80 768     | 100   |
| A Fidesz-KDNP nyeri meg a körzetet. |                        |                        |            |       |

## Ellenzéki előválasztás – 2021
| Frakció                            |                 | Jelölő szervezetek                | Jelölt          | Szavazatok | %     |
| ---------------------------------- | --------------- | --------------------------------- | --------------- | ---------- | ----- |
| Párbeszéd                          |                 | Párbeszéd, MSZP, Jobbik, LMP, MMM | Mellár Tamás    | 4563       | 54,78 |
| Momentum                           |                 | Momentum, DK, Liberálisok, ÚVNP   | Nemes Balázs    | 3767       | 45,22 |
| Összes szavazat                    | Összes szavazat | Összes szavazat                   | Összes szavazat | 8330       |       |
| Mellár Tamás nyeri meg a körzetet. |                 |                                   |                 |            |       |